# 알바로 바예스
알바로 바예스 로사(스페인어: Álvaro Valles Rosa, 1997년 7월 25일 ~ )는 스페인의 축구 선수이다. 그의 포지션은 골키퍼로, 현재 라리가의 라스팔마스에서 활약하고 있다.

## 클럽 경력
안달루시아, 세비야 라 린코나다에서 태어난 바예스는 레알 베티스 유소년 팀을 졸업했다. 2016년 10월 16일, 그는 3-0으로 이긴 CD 과달카신과의 테르세라 디비시온 원정 경기에서 리저브 팀 소속으로 성인팀 데뷔전을 치렀다.
2017년 9월 6일, 출전 기회를 얻지 못한 바예스는 4부 리그의 CD 헤레나로 1년간 임대되었다. 이듬해 7월 10일, 그는 또 다른 리저브 팀인 세군다 디비시온 B의 UD 라스팔마스 아틀레티코로 이적했다.
2019년 10월 13일, 바예스는 3-0으로 이긴 데포르티보 라코루냐와의 세군다 디비시온 홈경기에서 풀타임을 소화하며 카나리아 연고팀 UD 라스팔마스 소속으로 1군 데뷔전을 치렀다. 그 후, 그는 페페 멜 감독 체제에서 유소년 선수 시절 동료 주젭 마르티네스와 라울 페르난데스를 제치고 주전으로 발돋움했다.